# Ruská ústavní krize 1993

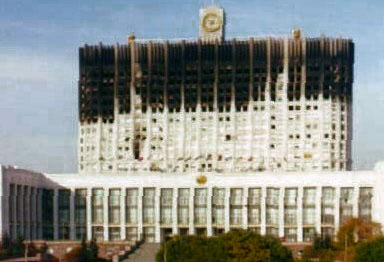
Sídlo parlamentu poškozené tankovou střelbou

V září a říjnu 1993 vznikla v Ruské federaci ústavní krize z konfliktu mezi prezidentem Borisem Jelcinem a ruským parlamentem. Prezident Jelcin provedl sebepřevrat, rozpustil parlament a zavedl prezidentské pravidlo systémem dekretů. Krize skončila tím, že Jelcin použil vojenskou sílu k útoku na moskevskou Sněmovnu sovětů a zatčení zákonodárců. V Rusku jsou události známé jako Říjnový převrat (rusky Октябрьский путч, Oktjabrskij puč) nebo Černý říjen (rusky Чëрный октябрь, Čjornyj Oktjabr).
Jelcin se ujal předsednictví Ruské federace po rozpuštění Sovětského svazu v roce 1991. Nicméně ruská ústava z roku 1978 ze sovětské éry zůstala v platnosti. Jelcin začal přebírat rostoucí pravomoci, což vedlo k politickému sporu s ruským parlamentem, který se v roce 1993 skládal z Kongresu lidových zástupců a Nejvyššího sovětu. Poté, co v dubnovém referendu získal lidovou podporu pro svou politiku restrukturalizace, Jelcin vyzval k předčasným parlamentním volbám a 21. září rozpustil zákonodárný sbor v pohybu, který ústava nepovoluje.
Dne 23. září parlament (vedený předsedou Nejvyššího sovětu Ruslanem Chasbulatovem) odvolal Jelcina, prohlásil viceprezidenta Alexandra Ruckého za úřadujícího prezidenta a zabarikádoval se v budově Bílého domu. Mezi policií a demonstranty loajálními Jelcinovi a poslancům začalo deset dní pouličních bojů. Dne 3. října demonstranti odstranili kordony milicí kolem parlamentu a na naléhání svých vůdců převzali úřad starosty a pokusili se zaútočit na televizní centrum Ostankino. Dne 4. října armáda, která zůstala neutrální, ostřelovala Bílý dům pomocí tanků a zaútočila na budovu speciálními jednotkami na Jelcinův rozkaz, přičemž zatkla přeživší vůdce odporu. Všichni, kdo se na událostech podíleli, byli později v únoru 1994 Státní dumou amnestováni a propuštěni z vězení.
V době vyvrcholení krize si někteří mysleli, že Rusko je „na pokraji“ občanské války. 10denní konflikt se stal nejsmrtelnější jednotlivou událostí pouličních bojů v historii Moskvy od Říjnové revoluce;  Podle oficiálních statistik ruské vlády bylo zabito 147 lidí a 437 zraněno. V návaznosti na události Jelcin upevnil svou pozici, dále rozšířil pravomoci exekutivy a prosadil přijetí ústavy Ruské federace z roku 1993.

## Původ

### Zintenzivnění boje výkonné a zákonodárné moci
Sovětský svaz byl rozpuštěn 26. prosince 1991 a Ruská sovětská federativní socialistická republika získala svou nezávislost jako Ruská federace. V Rusku vstoupil Jelcinův program ekonomických reforem v platnost 2. ledna 1992.  Brzy poté ceny prudce vzrostly, vládní výdaje byly sníženy a v platnost vstoupily nové vysoké daně. Hluboká úvěrová krize uzavřela řadu průmyslových odvětví a vedla k vleklé depresi. V důsledku toho dosáhla nezaměstnanost rekordních úrovní. Program začal ztrácet podporu a následná politická konfrontace mezi Jelcinem na jedné straně a opozicí vůči radikální ekonomické reformě na straně druhé se stále více soustředila na dvě vládní složky.
| 1990   | 1991   | 1992    | 1993   | 1994    |
| ------ | ------ | ------- | ------ | ------- |
| −3,0 % | −5,0 % | −14,5 % | −8,7 % | −12,7 % |

V průběhu roku 1992 zesílila opozice vůči Jelcinovým reformním politikám a stala se neovladatelnější mezi byrokraty znepokojenými stavem ruského průmyslu a mezi regionálními vůdci, kteří chtěli větší nezávislost na Moskvě. Ruský viceprezident Alexandr Ruckoj odsoudil Jelcinův program jako „ekonomickou genocidu“.  Od roku 1991 do roku 1998, prvních sedm let Jelcinova úřadu, vzrostl ruský hrubý domácí produkt (měřeno paritou kupní síly) z více než dvou bilionů amerických dolarů ročně na méně než jeden a čtvrt bilionu amerických dolarů ročně. Spojené státy poskytly Rusku během osmi let Clintonova předsednictví oficiální pomoc v odhadované výši 2,58 miliardy dolarů na vybudování nového ekonomického systému a vyzval americké podniky, aby investovaly.  Vedoucí představitelé republik bohatých na ropu, jako je Tatarstán a Baškirsko, volali po úplné nezávislosti na Rusku.
Také v průběhu roku 1992 Jelcin zápasil s Nejvyšším sovětem (stálý zákonodárný sbor) a Ruským kongresem lidových zástupců (nejvyšším zákonodárným orgánem země, z něhož byli členové Nejvyššího sovětu čerpáni) o kontrolu nad vládou a vládní politikou. V roce 1992 se mluvčí Nejvyššího sovětu Ruska, Ruslan Chasbulatov, postavil proti reformám, přestože tvrdil, že podporuje Jelcinovy celkové cíle.
Prezident byl znepokojen podmínkami ústavních dodatků přijatých na konci roku 1991, což znamenalo, že jeho zvláštní dekretní pravomoci vypršely do konce roku 1992 (Jelcin rozšířil pravomoci prezidenta nad běžné ústavní limity při provádění reformy program). Jelcin, čekajíc na realizaci svého privatizačního programu, požadoval, aby parlament obnovil jeho dekretové pravomoci (pouze parlament měl pravomoc nahradit nebo pozměnit ústavu). Ale na ruském Sjezdu lidových zástupců a v Nejvyšším sovětu poslanci odmítli přijmout novou ústavu, která by zakotvila rozsah prezidentských pravomocí požadovaných Jelcinem do zákona.
Další příčinou konfliktu bylo také opakované odmítnutí Sjezdu lidových poslanců ratifikovat Belovežské dohody o ukončení existence SSSR  a vyloučit z textu Ústavy RSFSR z roku 1978 odkazy na Ústava a zákony SSSR. 

#### Sedmý sjezd lidových zástupců
Během svého prosincového zasedání se parlament střetl s Jelcinem v řadě otázek a konflikt vyvrcholil 9. prosince, kdy parlament odmítl potvrdit Jegora Gajdara, široce nepopulárního architekta ruských „šokových terapií “ liberalizací trhu, jako hlavního ministr. Parlament odmítl nominovat Gajdara s požadavkem na úpravy ekonomického programu a nařídil centrální bance, která byla pod parlamentní kontrolou, aby pokračovala ve vydávání úvěrů podnikům, aby jim zabránila ukončit činnost. 
Následujícího dne 10. prosince Jelcin v rozhněvaném projevu obvinil Kongres z blokování vládních reforem a navrhl, aby lidé rozhodli o referendu: „Jaký kurz podporují občané Ruska? Kurz prezidenta, kurz transformací, nebo průběh kongresu, Nejvyššího sovětu a jeho předsedy, kurz směřující ke skládání reforem a nakonec k prohlubování krize."  Parlament odpověděl hlasováním o převzetí kontroly nad armádou.
Dne 12. prosince se Jelcin a předseda parlamentu Chasbulatov dohodli na kompromisu, který obsahoval následující ustanovení: (1) národní referendum o vytvoření nové ruské ústavy, které se bude konat v dubnu 1993; (2) většina Jelcinových mimořádných pravomocí byla prodloužena až do referenda; (3) parlament uplatnil své právo nominovat a hlasovat o vlastní volbě předsedy vlády; a (4) parlament prosadil své právo odmítnout prezidentovy volby do čela ministerstev obrany, zahraničních věcí, vnitra a bezpečnosti. Jelcin navrhl Viktora Černomyrdina na premiéra 14. prosince a parlament ho potvrdil.
Jelcinův kompromis z prosince 1992 se sedmým kongresem lidových zástupců dočasně selhal. Počátkem roku 1993 vzrostlo napětí mezi Jelcinem a parlamentem kvůli jazyku referenda a sdílení moci. V sérii kolizí kvůli politice kongres omezil prezidentovy mimořádné pravomoci, které mu udělil na konci roku 1991. Zákonodárný sbor, seřazený předsedou Ruslanem Chasbulatovem, začal tušit, že by mohl prezidenta zablokovat a dokonce ho porazit. Taktika, kterou přijala, spočívala v postupném narušování prezidentské kontroly nad vládou. Prezident v reakci na to vyhlásil referendum o ústavě na 11. dubna.

#### Osmý kongres
Osmý kongres lidových zástupců byl zahájen 10. března 1993  silným útokem na prezidenta ze strany Chasbulatova, který obvinil Jelcina z protiústavního jednání. V polovině března se na mimořádném zasedání Sjezdu lidových poslanců odhlasovalo pozměnění ústavy, zbavení Jelcina mnoha jeho pravomocí a zrušení plánovaného dubnového referenda, což opět otevřelo dveře legislativě, která by posunula rovnováhu sil od prezident. Prezident odkráčel z kongresu. Vladimir Šumejko, první místopředseda vlády, prohlásil, že referendum bude pokračovat, ale 25. dubna.
Parlament postupně rozšiřoval svůj vliv na vládu. Dne 16. března prezident podepsal dekret, který udělil hodnost vlády Viktoru Geraščenkovi, předsedovi centrální banky, a třem dalším úředníkům; bylo to v souladu s rozhodnutím 8. sjezdu, že tito funkcionáři mají být členy vlády. Rozhodnutí sjezdu však jasně stanovilo, že jako ministři budou i nadále podřízeni parlamentu. Obecně se zákonodárná činnost parlamentu v roce 1993 snížila, protože jeho agendě stále více dominovalo úsilí o zvýšení parlamentních pravomocí a snížení pravomocí prezidenta. 

#### Zvláštní režim
Prezidentova reakce byla dramatická. Dne 20. března Jelcin oslovil národ přímo v televizi a prohlásil, že podepsal vyhlášku o „zvláštním režimu“ („об особом порядке“), udělá referendum o načasování nových parlamentních voleb, o nové ústavě a o důvěře veřejnosti v prezidenta a viceprezidenta. Jelcin také hořce zaútočil na parlament a obvinil poslance ze snahy obnovit pořádek ze sovětské éry.
Brzy po Jelcinově televizním projevu promluvili Valerij Zorkin (předseda Ústavního soudu Ruské federace), Jurij Voronin (první místopředseda Nejvyššího sovětu), Alexandr Ruckoj  a Valentin Štěpánkov (generální prokurátor) veřejně odsoudil Jelcinovo prohlášení jako protiústavní.  Dne 23. března Ústavní soud, i když ještě nevlastnil podepsaný dokument,  rozhodl, že některá opatření navržená v Jelcinově televizním projevu jsou protiústavní.  Samotný dekret, který byl zveřejněn až o několik dní později,  však protiústavní kroky

#### Devátý kongres
Devátý sjezd, který byl zahájen 26. března  , začal mimořádným zasedáním Sjezdu lidových poslanců, na němž se projednávaly mimořádná opatření na obranu ústavy, včetně odvolání prezidenta Jelcina. Jelcin připustil, že udělal chyby, a natáhl ruku, aby si v parlamentu rozhýbal voliče. Jelcin jen těsně přežil hlasování o impeachmentu 28. března, hlasy pro impeachment klesly o 72 méně než 689 hlasů potřebných pro 2/3 většinu. Podobný návrh na odvolání Ruslana Chasbulatova, předsedy Nejvyššího sovětu, byl zamítnut širším rozdílem (339 pro návrh), ačkoli 614 poslanců bylo původně pro zařazení znovuzvolení předsedy do programu jednání, výmluvné znamení slabosti Chasbulatovových vlastních postojů (517 hlasů pro by stačilo k odvolání řečníka).
V době 9. sjezdu ovládl zákonodárnou složku společný komunisticko-nacionalistický blok Ruské jednoty  , který zahrnoval představitele CPRF a frakce Vlast (komunisté, vysloužilí vojáci a další poslanci socialistického zaměření  ), Agrární unie a frakce „Rusko “ vedená Sergejem Baburinem.  Tyto skupiny spolu s více „centristickými“ skupinami (např. „Změna“ (Смена)) ponechaly opoziční blok Jelcinových příznivců („Demokratické Rusko“, „Radikální demokraté“) v jasné menšině.

#### Národní referendum
Hlavní článek: 1993 ruské vládní referendum
Referendum bude pokračovat, ale protože hlasování o impeachmentu selhalo, snažil se Kongres lidových zástupců stanovit nové podmínky pro lidové referendum. Zákonodárná verze referenda se ptala, zda občané věří Jelcinovi, schvalují jeho reformy a podporují předčasné prezidentské a legislativní volby. Parlament odhlasoval, že k vítězství by prezident potřeboval získat 50 procent všech voličů, nikoli 50 procent skutečně hlasujících, aby se předešlo předčasným prezidentským volbám.
Ústavní soud tentokrát podpořil Jelcina a rozhodl, že prezident vyžaduje pouze prostou většinu ve dvou otázkách: důvěra v něj a hospodářská a sociální politika; k vypsání nových parlamentních a prezidentských voleb by potřeboval podporu poloviny voličů.
Dne 25. dubna většina voličů vyjádřila důvěru prezidentovi  a vyzvala k vypsání nových parlamentních voleb. Jelcin výsledky nazval mandátem pro jeho pokračování u moci. Jelcin před referendem slíbil, že odstoupí, pokud voliči nevyjádří důvěru v jeho politiku.  Ačkoli to umožnilo prezidentovi prohlásit, že ho podpořilo obyvatelstvo, nikoli parlament, Jelcin postrádal ústavní mechanismus k realizaci svého vítězství. Prezident musel stejně jako dříve apelovat na lidi nad hlavami zákonodárného sboru.
Dne 1. května se protivládní protesty organizované tvrdou opozicí staly násilnými.  Na organizaci protestu i na jeho průběhu se podílela řada poslanců Nejvyššího sovětu. Jeden policista OMON utrpěl při výtržnosti smrtelná zranění. V reakci na to řada představitelů petrohradské inteligence (např. Oleg Basilašvili, Aleksei German, Boris Strugatsky) zaslala prezidentu Jelcinovi petici, v níž naléhala na „ukončení pouliční kriminality pod politickými hesly“. 

Ústavní úmluva
Hlavní článek: Ústavní konference Ruské federace
Dne 29. dubna 1993 zveřejnil Boris Jelcin text své navrhované ústavy na schůzi ministrů vlády a vůdců republik a regionů, uvádí ITAR-TASS.  Dne 12. května Jelcin svolal zvláštní shromáždění Rady federace, která byla vytvořena 17. července 1990 v rámci úřadu předsedy Nejvyššího sovětu Ruské SFSR, [  a dalších představitelů, včetně politických vůdců z celé řady vládních institucí, regionů, veřejných organizací a politických stran, aby ve dnech 5.–10. června dokončili návrh nové ústavy a následovala podobná vyhláška 21. května. 
Ústavní výbor Sjezdu lidových poslanců se po dlouhém váhání rozhodl zúčastnit a předložit vlastní návrh ústavy. Oba hlavní návrhy samozřejmě obsahovaly protichůdné názory na vztahy legislativy a výkonné moci.
Asi 700 zástupců na konferenci nakonec 12. července přijalo návrh ústavy, který předpokládal dvoukomorový zákonodárný sbor a rozpuštění kongresu. Ale protože konventní návrh ústavy by kongres rozpustil, byla malá pravděpodobnost, že by kongres sám odhlasoval zánik. Nejvyšší sovět okamžitě návrh odmítl a prohlásil, že Kongres lidových zástupců je nejvyšším zákonodárným orgánem, a proto rozhodne o nové ústavě.

### červenec–září
Parlament byl aktivní v červenci až srpnu, kdy byl prezident na dovolené, a přijal řadu dekretů, které revidovaly hospodářskou politiku  s cílem „ukončit rozdělení společnosti“. Zahájila také vyšetřování klíčových poradců prezidenta a obvinila je z korupce.  Prezident se vrátil v srpnu a prohlásil, že nasadí všechny prostředky, včetně obcházení ústavy, aby dosáhl nových parlamentních voleb.
V červenci Ústavní soud Ruské federace potvrdil zvolení Pjotra Sumina do čela správy Čeljabinské oblasti, což Jelcin odmítl přijmout. V důsledku toho v tomto regionu od července do října roku 1993 existovala situace dvojí moci, přičemž legitimitu si nárokovaly dvě správy současně.  Dalším konfliktem bylo rozhodnutí Ústavního soudu Ruské federace ve věci regionálního předsednictví v Mordovii. Otázku zákonnosti zrušení funkce hejtmana kraje soud delegoval na Ústavní soud v Mordovii. V důsledku toho populárně zvolený prezident Vasilij Gusljannikov, člen pro-Jelcinova hnutí Demokratické Rusko, ztratil svou pozici. Poté státní tisková agentura (ITAR-TASS) přestala informovat o řadě rozhodnutí Ústavního soudu. 
Nejvyšší sovět se také snažil podporovat zahraniční politiku, která se lišila od Jelcinovy linie. Dne 9. července 1993 tak přijala rezoluce o Sevastopolu, „potvrzující ruský federální status “ města.  Ukrajina viděla svou územní celistvost v sázce a podala stížnost Radě bezpečnosti OSN.  Jelcin rezoluci Nejvyššího sovětu odsoudil.
V srpnu 1993 komentátor reflektoval situaci takto: "Prezident vydává dekrety, jako by žádný Nejvyšší sovět nebyl, a Nejvyšší sovět pozastavuje dekrety, jako by žádný prezident nebyl." (Izvestija, 13. srpna 1993). 
Prezident zahájil ofenzívu 1. září, když se pokusil suspendovat viceprezidenta Ruckého, klíčového protivníka. Ruckij, zvolený na stejném lístku jako Jelcin v roce 1991, byl prezidentovým automatickým nástupcem. Prezidentův mluvčí uvedl, že byl suspendován kvůli „obvinění z korupce“ kvůli údajným obviněním z korupce, což nebylo dále potvrzeno. 3. září Nejvyšší sovět odmítl Jelcinovo pozastavení Ruckého a postoupil otázku Ústavnímu soudu. 
O dva týdny později Jelcin prohlásil, že bude souhlasit s vyhlášením předčasných prezidentských voleb za předpokladu, že volby vyhlásí i parlament. Parlament ho ignoroval. Dne 18. září pak Jelcin jmenoval Jegora Gajdara, kterého parlamentní opozice v roce 1992 vyhnala z úřadu, místopředsedou vlády a místopředsedou vlády pro ekonomické záležitosti. Toto jmenování bylo pro Nejvyšší sovět nepřijatelné. 

## Obléhání a útok
Dne 21. září Jelcin vyhlásil sjezd zástupců lidu a Nejvyšší sovět rozpuštěný;  tento zákon byl v rozporu s řadou článků ústavy z roku 1978 (ve znění pozdějších předpisů 1989–1993), jako je článek 121 6  .
Pravomoci prezidenta Ruské federace nelze použít ke změně národního a státního uspořádání Ruské federace, k rozpuštění nebo k zasahování do fungování jakýchkoli volených orgánů státní moci. V tomto případě jeho pravomoci okamžitě zanikají.
Ve svém televizním vystoupení k občanům Ruska prezident Jelcin argumentoval pro dekret č. 1400 takto:
Již více než rok byly činěny pokusy o dosažení kompromisu se sborem poslanců, s Nejvyšším sovětem. Rusové dobře vědí, kolik kroků bylo po mém boku učiněno během posledních kongresů a mezi nimi. ... Poslední dny zničily jednou provždy naděje na vzkříšení alespoň nějaké konstruktivní spolupráce. Většina Nejvyššího sovětu je přímo proti vůli ruského lidu. Byl zvolen kurz ve prospěch oslabení prezidenta a nakonec jeho odvolání z funkce, dezorganizace práce vlády; během posledních měsíců byly připraveny a přijaty desítky nepopulárních rozhodnutí. ... Mnohé z nich byly záměrně naplánovány, aby zhoršily situaci v Rusku. Ty flagrantnější jsou takzvané hospodářské politiky Nejvyššího sovětu a jeho rozhodování o rozpočtu a privatizaci; existuje mnoho dalších, které prohlubují krizi a způsobují zemi kolosální škody. Veškeré pokusy vlády alespoň trochu zmírnit ekonomickou situaci se setkávají s nepochopením. Není snad dne, kdy by kabinet ministrů nebyl obtěžován, jeho ruce nebyly svázány. A to se děje v situaci nejhlubší ekonomické krize. Nejvyšší sovět přestal brát v úvahu prezidentovy dekrety, jeho úpravy legislativních projektů, dokonce i jeho ústavní právo veta. Ústavní reforma byla prakticky omezena. Proces vytváření právního státu v Rusku je v podstatě dezorganizovaný. Naopak, jde o záměrné omezování právního základu mladého ruského státu, který je bez toho dostatečně slabý. Legislativní práce se stala zbraní politického boje. Zákony, které Rusko naléhavě potřebuje, se léta oddalují. ...

Dlouhou dobu se většina zasedání Nejvyššího sovětu odehrává s porušením elementárních postupů a pořádku... Probíhá očista výborů a komisí. Každý, kdo neprojeví osobní loajalitu jeho vůdci, je nemilosrdně vyloučen z Nejvyššího sovětu, z jeho prezidia. ... To vše je hořký důkaz toho, že Nejvyšší sovět jako státní instituce je v současné době ve stavu rozkladu ... Moc v Nejvyšším sovětu se zmocnila skupina osob, které z něj udělaly velitelství neústupné opozice. ... Jediný způsob, jak překonat paralýzu státní moci v Ruské federaci, je její zásadní obnova na základě principů lidové moci a ústavnosti. V současnosti platná ústava to neumožňuje. Platná ústava rovněž nepočítá s postupem přijetí nové ústavy, která by zajistila důstojné vykročení z krize státní moci. Já jako garant bezpečnosti našeho státu musím navrhnout východisko z této patové situace, musím prolomit tento začarovaný kruh. 
Jelcin zároveň zopakoval své vyhlášení ústavního referenda a nových parlamentních voleb na prosinec. Zavrhl také ústavu z roku 1978 a prohlásil, že byla nahrazena ústavou, která mu dala mimořádné výkonné pravomoci. Podle nového plánu by dolní komora měla 450 poslanců a jmenovala by se Státní duma, což je název ruského zákonodárného sboru před bolševickou revolucí v roce 1917. Rada federace, která by sdružovala zástupce z 89 pododdílů Ruské federace, by převzal roli horní komory. Jelcin tvrdil, že rozpuštěním ruského parlamentu v září 1993 uvolnil stopy pro rychlý přechod k fungující tržní ekonomice. Tímto slibem získal silnou podporu od předních mocností Západu. Jelcin si užil silného vztahu se západními mocnostmi, zejména se Spojenými státy, ale tento vztah ho učinil neoblíbeným u mnoha Rusů. V Rusku měla Jelcinova strana kontrolu nad televizí, kde během zářijové a říjnové krize nebyly vyjádřeny téměř žádné proparlamentní názory. 

### Parlament hodlá obvinit Jelcina jako prezidenta
Ruckoj označil Jelcinův krok za krok směrem ke státnímu převratu. Následující den Ústavní soud rozhodl, že Jelcin porušil ústavu a může být obžalován. Během celonočního zasedání, kterému předsedal Chasbulatov, parlament prohlásil prezidentův dekret za neplatný. Ruckoj byl až do nových voleb vyhlášen úřadujícím prezidentem.  Odvolal klíčové ministry Pavla Gračova (obrana),  Nikolaje Goluška (bezpečnost),  a Viktora Yerina (vnitro). Rusko nyní mělo dva prezidenty a dva ministry obrany, bezpečnosti a vnitra. Přestože se Gennadij Zjuganov a další vrcholní představitelé Komunistické strany Ruské federace akcí neúčastnili, jednotliví členové komunistických organizací aktivně podporovali parlament.
Na 23. září byl při dodržení kvóra svolán Sjezd lidových poslanců (kvorum bylo 638). Kongres měl za úkol obvinit Jelcina. Téhož dne Jelcin vyhlásil prezidentské volby na červen 1994. 
Dne 24. září Sjezd lidových zástupců odhlasoval konání souběžných parlamentních a prezidentských voleb do března 1994. Jelcin se parlamentem podporovanému návrhu na souběžné volby posmíval a druhý den odpověděl odpojením elektřiny, telefonních služeb a teplé vody v budově parlamentu.

### Masové protesty a barikády parlamentu
Jelcin také vyvolal lidové nepokoje rozpuštěním Kongresu a parlamentu, který se stále více stavěl proti jeho neoliberálním ekonomickým reformám. Desetitisíce Rusů pochodovaly v ulicích Moskvy, aby podpořily parlamentní věc. Demonstranti protestovali proti zhoršujícím se životním podmínkám. Od roku 1989 HDP klesalo, korupce bují, násilná kriminalita raketově rostla, zdravotní služby kolabovaly a průměrná délka života klesala. Jelcin také stále více nesl vinu.  Mezi západními ekonomy, sociálními vědci a tvůrci politik se stále diskutuje o tom, zda MMF, Světová banka a ministerstvo financí USA podpořily reformní politiku přijatou v Rusku, často nazývanou „šoková terapie“. byli zodpovědní za špatnou ekonomickou výkonnost Ruska v 90. letech, nebo spíše za to, že Jelcin nezašel dostatečně daleko.
V rámci Západem podporovaného ekonomického programu přijatého Jelcinem přijala ruská vláda několik radikálních opatření najednou, která měla stabilizovat ekonomiku tím, že uvede státní výdaje a příjmy do rovnováhy a nechá tržní poptávku určovat ceny a nabídku zboží.
V rámci reforem nechala vláda většinu cen plavat, zvýšila daně a výrazně omezila výdaje v průmyslu a stavebnictví. Tato politika způsobila rozsáhlé potíže, protože mnoho státních podniků se ocitlo bez objednávek a financování. Důvodem programu bylo vytlačit z ekonomiky vestavěný inflační tlak, aby nově privatizovaní výrobci začali činit rozumná rozhodnutí o výrobě, cenách a investicích namísto chronického nadužívání zdrojů, jako za sovětské éry. Tím, že nechali trh, nikoli centrální plánovače, aby určoval ceny, produktové mixy, úrovně produkce a podobně, chtěli reformátoři vytvořit v ekonomice motivační strukturu, kde by byla odměňována efektivita a riziko a trestáno plýtvání a nedbalost. Odstranění příčin chronické inflace, tvrdili architekti reformy, bylo předpokladem pro všechny ostatní reformy. Tvrdili, že hyperinflace by zničila demokracii i ekonomický pokrok; pouze stabilizací státního rozpočtu mohla vláda přistoupit k restrukturalizaci ekonomiky. Podobný reformní program byl přijat v Polsku v lednu 1990 s obecně příznivými výsledky. Západní kritici Jelcinovy reformy, zejména Joseph Stiglitz a Marshall Goldman (kteří by dali přednost „postupnějšímu“ přechodu k tržnímu kapitalismu) však považují politiku přijatou v Polsku za nevhodnou pro Rusko, vzhledem k tomu, že dopad komunismu na polské ekonomika a politická kultura byla mnohem méně nesmazatelná. 
Mimo Moskvu byly ruské masy celkově zmatené a dezorganizované. Někteří z nich se však také pokusili vyjádřit svůj protest a sporadické stávky se odehrávaly po celém Rusku. Protestující zahrnovali stoupence různých komunistických (labouristické Rusko) a nacionalistických organizací, včetně těch, které patří k Frontě národní spásy. Množství ozbrojených bojovníků ruské národní jednoty se zúčastnilo obrany ruského Bílého domu, jak údajně dělal veterány Tiraspol a Riga OMON.  Přítomnost podněsterských sil, včetně oddílu KGB „Dnestr “, podnítila generála Alexandra Lebedě k protestu proti podněsterskému vměšování do vnitřních záležitostí Ruska. 
28. září Moskva zaznamenala první krvavé střety mezi speciální policií a protijelcinovskými demonstranty. Ve stejný den se také ruské ministerstvo vnitra rozhodlo uzavřít budovu parlamentu. Kolem budovy byly umístěny barikády a dráty. Ministerstvo vnitra odhadlo, že 1. října se k Jelcinovým politickým oponentům v budově parlamentu připojilo 600 bojujících mužů s velkou zásobou zbraní.[zdroj?]

### Útok na televizní věž Ostankino
Sjezd lidovců stále neslevil z vyhlídky na kompromis s Jelcinem. Ruská pravoslavná církev působila jako hostitel falešných diskusí mezi zástupci Kongresu a prezidentem. Jednání s ruským pravoslavným patriarchou Alexym II. jako prostředníkem pokračovala až do 2. října. Odpoledne 3. října se moskevské městské milici nepodařilo ovládnout demonstraci poblíž Bílého domu a politická bezvýchodná situace se rozvinula v ozbrojený konflikt.
Dne 2. října stoupenci parlamentu postavili barikády a zablokovali dopravu na hlavních ulicích Moskvy. Ruckoj podepsal dekret, který neměl žádné praktické důsledky na propuštění Viktora Černomyrdina z funkce předsedy vlády. 
Odpoledne 3. října ozbrojení odpůrci Jelcina úspěšně vtrhli do policejního kordonu kolem území Bílého domu, kde byl zabarikádován ruský parlament.  Polovojenské jednotky z frakcí podporujících parlament, stejně jako několik jednotek vnitřní armády (ozbrojené síly běžně podléhající ministerstvu vnitra), podporovaly Nejvyšší sovět.
Ruckoj pozdravil davy z balkonu Bílého domu a vyzval je, aby vytvořili prapory a pokračovali v obsazení kanceláře starosty a národního televizního centra v Ostankinu. Chasbulatov také vyzval k útoku na Kreml a uvěznění „zločince a uzurpátora Jelcina“ v Matrosskaja Tišina. V 16:00 Jelcin podepsal dekret  o vyhlášení výjimečného stavu v Moskvě.
Večer 3. října, poté, co převzali kancelář starosty v nedalekém bývalém velitelství RVHP, se proparlamentní demonstranti a ozbrojenci vedení generálem Albertem Makashovem přesunuli k televiznímu centru Ostankino. Ale proparlamentní davy se setkaly s jednotkami Miliciya a OMON, které zaujaly pozice v televizním komplexu a kolem něj. Následovala lítá bitva. Část televizního centra byla značně poškozena. Televizní stanice přestaly vysílat a bylo zabito 46 lidí,  podle oficiálních ruských státních odhadů, včetně Terryho Michaela Duncana, amerického právníka, který byl v Moskvě založit právnickou firmu a byl zabit, když se pokoušel pomoci zraněným. Vláda původně odmítla nahlásit počet zabitých, což vedlo ke zprávám, že bylo zabito až 1500 lidí. Zpráva z ukrajinského rozhlasu uvádí počet zabitých na 2 783.  Před půlnocí jednotky ministerstva vnitra odmítly věrné parlamentu.
Když bylo vysílání pozdě večer obnoveno, vicepremiér Jegor Gajdar vyzval televizi k setkání na podporu demokracie a prezidenta Jelcina, „aby se země znovu neproměnila v obrovský koncentrační tábor“.  K podpoře prezidenta také apelovala řada lidí s různým politickým přesvědčením a interpretacemi příčin krize (např. Grigorij Javlinskij, Alexandr Jakovlev, Jurij Lužkov, Ales Adamovič a Bulat Okudžava).  Podobně i blok „konstruktivní opozice“ Občanského svazu vydal prohlášení, v němž obvinil Nejvyšší sovět z překročení hranice oddělující politický boj od kriminality.  Několik stovek Jelcinových příznivců strávilo noc na náměstí před moskevskou radnicí a připravovali se na další střety, aby se ráno 4. října dozvěděli, že armáda je na jejich straně.
O zabití Ostankina ruská státní televize nehlásila. Studia jediné nezávislé moskevské rozhlasové stanice vyhořela. Dva Francouzi, jeden Brit a jeden americký novinář byli během masakru zabiti střelbou odstřelovačů.  Pátý novinář zemřel na infarkt.  Počínaje 4. říjnem došlo k cenzuře tisku a vysílání zpráv a v polovině října byla předchozí cenzura nahrazena represivními opatřeními. 

### Útok na Bílý dům
Mezi 2. a 4. říjnem bylo rozhodující postavení armády. Armáda několik hodin mlžila, jak reagovat na Jelcinovu výzvu k akci. Do této doby byly zabity desítky lidí a stovky byly zraněny.
Ruckoj jako bývalý generál apeloval na některé své bývalé kolegy. Ostatně mnozí důstojníci a zejména řadoví vojáci měli pro Jelcina pramálo pochopení. Stoupenci parlamentu však neposlali žádné emisary do kasáren, aby rekrutovali nižší důstojnické sbory, čímž se dopustili osudové chyby, když se pokusili jednat pouze mezi vysokými vojenskými představiteli, kteří již měli úzké vazby na parlamentní vůdce. Převážná část generálů nakonec nechtěla riskovat s režimem Ruckoj-Chasbulatov. Někteří generálové vyjádřili svůj záměr podpořit parlament, ale na poslední chvíli přešli na Jelcinovu stranu.
Akční plán navrhl kapitán Gennadij Zacharov. Deset tanků mělo střílet na horní patra Bílého domu s cílem minimalizovat ztráty, ale vytvořit zmatek a paniku mezi obránci. Pět tanků bylo rozmístěno na mostě Nový Arbat a dalších pět na hřišti Pavlíka Morozova za budovou. Poté by do budovy parlamentu vtrhly speciální jednotky jednotek Vympel a Alpha.  Podle Jelcinova bodyguarda Alexandra Koržakova byla střelba do horních pater také nezbytná k zastrašení ostřelovačů.

Při východu slunce 4. října obklíčila ruská armáda budovu parlamentu ao několik hodin později začaly armádní tanky ostřelovat Bílý dům a prorážely před ním díry.  V 8:00 moskevského času bylo Jelcinovo prohlášení oznámeno jeho tiskovou službou. Jelcin prohlásil:
Ti, kteří šli proti mírumilovnému městu a rozpoutali krvavá jatka, jsou zločinci. Nejde však jen o zločin jednotlivých banditů a pogromistů. Všechno, co se v Moskvě dělo a stále odehrává, je předem naplánovaná ozbrojená vzpoura. Organizovali ji komunističtí revanšisté, fašističtí vůdci, část bývalých poslanců a představitelé Sovětů.
Pod rouškou vyjednávání shromažďovali síly, rekrutovali banditské oddíly žoldáků, kteří byli zvyklí na vraždy a násilí. Malicherný gang politiků, který se ozbrojenými silami pokusil vnutit svou vůli celé zemi. Prostředky, kterými chtěli vládnout Rusku, byly ukázány celému světu. To jsou cynické lži a úplatky. Jedná se o dlažební kostky, nabroušené železné tyče, automatické zbraně a kulomety.

Ti, kdo mávají rudými vlajkami, zase potřísnili Rusko krví. Doufali v neočekávanost, ve skutečnost, že jejich drzost a nebývalá krutost zasejí strach a zmatek.
Posluchače také ujistil, že:
Fašisticko-komunistické ozbrojené povstání v Moskvě bude potlačeno v nejkratší době. Ruský stát má k tomu potřebné síly. 
V poledne vstoupili vojáci do Bílého domu a začali jej obsazovat, patro po patře. Ruckého zoufalá výzva pilotům letectva, aby bombardovali Kreml, byla vysílána rozhlasovou stanicí Echo Moskvy, ale zůstala bez odezvy. Pokoušel se také, aby předseda Ústavního soudu Valerij Zorkin zavolal na západní ambasády, aby zaručil bezpečnost Ruckého a jeho spolupracovníků – bez úspěchu. Nepřátelství bylo několikrát zastaveno, aby někteří v Bílém domě mohli odejít. V polovině odpoledne byl lidový odpor v ulicích zcela potlačen, s výjimkou občasné střelby odstřelovačů.
„Druhá říjnová revoluce“  , jak již bylo zmíněno, zažila v Moskvě nejvražednější pouliční boje od roku 1917. Oficiální seznam mrtvých, předložený 27. července 1994 vyšetřovacím týmem Generální prokuratury Ruské federace, byl v roce 1994 zabit v Moskvě. zahrnuje 147 osob: 45 civilistů a 1 vojáka v Ostankinu a 77 civilistů a 24 vojenských pracovníků ministerstva obrany a ministerstva vnitra v „oblasti Bílého domu“. 
Někteří tvrdí, že Jelcin byl podporován armádou jen neochotně a pouze v jedenáctou hodinu. [ potřebné vysvětlení ] Nejvíce získaly donucovací nástroje a očekávali, že je Jelcin v budoucnu odmění. Paradigmatickým příkladem toho byl generál Pavel Gračov, který během této krize prokázal svou loajalitu. Gračov se stal klíčovou politickou postavou, navzdory mnohaletým obviněním, že byl spojen s korupcí v ruské armádě. 

### Veřejné mínění o krizi
Ruský institut pro výzkum veřejného mínění VCIOM, státem kontrolovaná agentura, provedl průzkum po událostech v říjnu 1993 a zjistil, že 70 % dotázaných si myslí, že použití vojenské síly Jelcinem bylo oprávněné a 30 % si myslelo, že nebylo oprávněné. Tato podpora Jelcinových akcí v pozdějších letech klesala. Když VCIOM-A položil stejnou otázku v roce 2010, pouze 41 % souhlasilo s použitím armády a 59 % bylo proti. 
Když byl dotázán na hlavní příčinu událostí z 3.–4. října, 46 % v průzkumu VCIOM v roce 1993 obvinilo Ruckého a Chasbulatova. Nicméně devět let po krizi bylo nejoblíbenějším viníkem dědictví Michaila Gorbačova s 36 %, těsně následované Jelcinovou politikou s 32 %. 